# Fejervarya pierrei
Zakerana pierrei là một loài ếch trong họ Ranidae.
Loài này có ở Nepal và có thể cả Ấn Độ.
Các môi trường sống tự nhiên của chúng là các khu rừng ẩm ướt đất thấp nhiệt đới hoặc cận nhiệt đới, đồng cỏ nhiệt đới hoặc cận nhiệt đới vùng ngập nước hoặc lụt theo mùa, sông có nước theo mùa, và đất có tưới tiêu.